# Jacques Bufnoir
Pour les articles homonymes, voir Bufnoir.
Jacques Bufnoir est un chef décorateur français né le 15 août 1944  à Toulon-sur-Arroux (Saône-et-Loire).

## Biographie
Jacques Bufnoir fait ses études à l'École nationale supérieure des beaux-arts de Lyon, puis à l'Institut des hautes études cinématographiques à Paris.

## Filmographie (sélection)
- 1974 : Les bidasses s'en vont en guerre de Claude Zidi
- 1974 : La moutarde me monte au nez de Claude Zidi
- 1974 : La Soupe froide de Robert Pouret
- 1975 : Bons baisers de Hong Kong d'Yvan Chiffre
- 1975 : Oublie-moi, Mandoline de Michel Wyn
- 1976 : Dracula père et fils d'Édouard Molinaro
- 1977 : On peut le dire sans se fâcher de Roger Coggio
- 1978 : Cause toujours... tu m'intéresses ! d'Édouard Molinaro
- 1979 : Bête, mais discipliné de Claude Zidi
- 1979 : Rien ne va plus de Jean-Michel RibesÀ
- 1980 : La Boum de Claude Pinoteau
- 1980 : Fais gaffe à la gaffe ! de Paul Boujenah
- 1980 : La Provinciale de Claude Goretta
- 1981 : La Chèvre de Francis Veber
- 1981 : Le Faussaire (Die Fälschung) de Volker Schlöndorff
- 1981 : Le Grand Frère de Francis Girod
- 1981 : Le Grand Pardon d'Alexandre Arcady
- 1982 : Édith et Marcel de Claude Lelouch
- 1983 : Coup de foudre de Diane Kurys
- 1983 : Le Grand Carnaval d'Alexandre Arcady
- 1984 : Viva la vie de Claude Lelouch
- 1984 : Souvenirs, Souvenirs d'Ariel Zeïtoun
- 1985 : Palace d'Édouard Molinaro
- 1985 : Partir, revenir de Claude Lelouch
- 1985 : Les Spécialistes de Patrice Leconte
- 1986 : Un homme et une femme : Vingt ans déjà de Claude Lelouch
- 1986 : Attention bandits ! de Claude Lelouch
- 1986 : Descente aux enfers de Francis Girod
- 1987 : Chouans ! de Philippe de Broca
- 1987 : Fucking Fernand de Gérard Mordillat
- 1987 : Saxo d'Ariel Zeïtoun
- 1988 : À gauche en sortant de l'ascenseur d'Édouard Molinaro
- 1988 : Chimère de Claire Devers
- 1988 : Itinéraire d'un enfant gâté de Claude Lelouch
- 1989 : Le Brasier d'Éric Barbier
- 1989 : Milena de Véra Belmont
- 1990 : Le Fantôme de l'Opéra de Tony Richardson
- 1990 : Lacenaire de Francis Girod
- 1990 : Toujours seuls de Gérard Mordillat
- 1991 : Indochine de Régis Wargnier
- 1992 : Justinien Trouvé ou le Bâtard de Dieu de Christian Fechner
- 1993 : Délit mineur de Francis Girod
- 1995 : Les Misérables de Claude Lelouch
- 1995 : Une femme française de Régis Wargnier
- 1996 : L'Élève d'Olivier Schatzky
- 1996 : Hommes, femmes, mode d'emploi de Claude Lelouch
- 1996 : Soleil de Roger Hanin
- 1997 : La fille d'un soldat ne pleure jamais (A Soldier's Daughter Never Cries) de James Ivory
- 1997 : Hasards ou Coïncidences de Claude Lelouch
- 1997 : Terminale de Francis Girod
- 1998 : Monsieur Naphtali d'Olivier Schatzky
- 1999 : Le Harem de Madame Osmane de Nadir Moknèche
- 2000 : Le Baiser mortel du dragon de Chris Nahon
- 2001 : Merci Docteur Rey d'Andrew Litvack
- 2001 : Taxi 3 de Gérard Krawczyk
- 2001 : Wasabi de Gérard Krawczyk
- 2003 : Fanfan la Tulipe de Gérard Krawczyk
- 2003 : Danny the Dog de Louis Leterrier
- 2003 : Qui perd gagne ! de Laurent Bénégui
- 2003 : Viva Laldjérie de Nadir Moknèche
- 2005 : Cache-Cache d'Yves Caumon
- 2005 : Palais royal ! de Valérie Lemercier
- 2005 : Angel-A de Luc Besson
- 2007 : L'Auberge rouge de Gérard Krawczyk
- 2007 : Délice Paloma de Nadir Moknèche
- 2007 : Hitman de Xavier Gens
- 2007 : L'Invité de Laurent Bouhnik
- 2008 : From Paris with Love de Pierre Morel
- 2020 : Aline de Valérie Lemercier

## Distinctions
Chevalier des Arts & des Lettres

### Récompenses
- Awards 1990 : Primetime Emmy Awards pour Le Fantôme de l'Opéra
- César 1993 : César des meilleurs décors pour Indochine

### Nominations
- César 1994 : César des meilleurs décors pour Justinien Trouvé ou le Bâtard de Dieu